# Up the Junction
Up the Junction — четвёртый британский студийный альбом группы Manfred Mann, выпущенный в феврале — марте 1968 года лейблом Fontana Records. В 2003 и 2004 г. переиздан на CD с добавлением бонус-треков.

## Об альбоме
Альбом является саундтреком одноимённого фильма английского режиссёра Питера Коллинсона. В основе сюжета лежит история состоятельной молодой наследницы Полли Дин (актриса Сьюзи Кендалл), которая бросает привилегированную жизнь в Челси и переезжает в рабочий район в Баттерси, где устраивается работать на кондитерскую фабрику, пытаясь порвать со своей прежней богатой жизнью и стать самостоятельной.
Все композиции написаны Манфредом Манном и Майклом Хаггом. Несмотря на то, что этот альбом не имел коммерческого успеха, он получил положительные отзывы музыкальных критиков. Рецензент сайта Allmusic назвал Up the Junction одним из лучших саундтреков 1960-х, а саму заглавную композицию — одной из лучших работ Манфреда Манна. Он также отметил прекрасный вокал Майка Д’Або и виртуозную игру Хагга на ударных и Манна на фортепиано в джаз-роковых инструментальных композициях «Sheila’s Dance» и «Belgravia».
Композиция «Up the Junction» была также издана в виде сингла (с песней «Sleepy Hollow» на второй стороне).

## Список композиций

### сторона А
1. «Up the Junction» (Hugg, Mann) — 4:38
2. «Sing Songs of Love» (Gill, Hugg, Mann) — 2:01
3. «Walking Round» (Hugg) — 2:17
4. «Up the Junction» (Hugg) — 1:12
5. «Love Theme» (Hugg, Mann) — 2:15
6. «Up the Junction» (Hugg) — 1:48

### сторона Б
1. «Just for Me» (Hugg) — 2:26
2. «Love Theme» (Hugg, Mann) — 2:03
3. «Sheila’s Dance» (Hugg, Mann) — 2:04
4. «Belgravia» (Hugg, Mann) — 2:46
5. «Wailing Horn» (Hugg, Mann) — 2:24
6. «I Need Your Love» (Hugg) — 1:41
7. «Up the Junction» (Hugg) — 2:15

### Бонус-треки (2004 CD)
1. «Eastern Street» (Peter Cowap) — 2:28
2. «Mohair Sam» (Dallas Frazier) — 3:16
3. «Love Bird» — 3:03
4. «Brown and Porters (Meat Exporters)» (Geoff Stephens, John Carter) — 2:31
5. «I Love You» — 2:48
6. «I Think It's Going to Rain Today» (Randy Newman) — 3:30
7. «Budgie» (Mike d'Abo) — 2:38
8. «Sitting Alone in the Sunshine» — 2:24
9. «Please Mrs. Henry» (Bob Dylan) — 3:09